# Hüven
Hüven ist eine Gemeinde im Landkreis Emsland in Niedersachsen. Sie gehört der Samtgemeinde Sögel an, die ihren Verwaltungssitz in der Gemeinde Sögel hat.
Die Gemeinde, die sich auf 15,24 km² Fläche erstreckt, hat 558 Einwohner.

## Geografie

### Geografische Lage
Hüven liegt ein paar Kilometer südlich der hügeligen Geestlandschaft des Hümmling. Es befindet sich zwischen Papenburg im Nord-Nordwesten und Haselünne im Süden sowie zwischen der Nordradde im Nordwesten und der Mittelradde im Südosten.

### Nachbargemeinden
Nachbargemeinden sind im Norden die Gemeinden Sögel, im Osten die Gemeinden Lahn in der Samtgemeinde Werlte, im Süden die Gemeinde Lähden in der Samtgemeinde Herzlake und im Westen die Gemeinden Groß Berßen.

## Geschichte
Das Umland ist durch zahlreiche megalithische Relikte der Trichterbecherkultur darunter Ganggräber gekennzeichnet. Die Gemeinde wurde erstmals 919 als Huveni urkundlich erwähnt. 2020 wurde auf einer Ackerfläche ein 102,5 Tonnen schwerer Findling entdeckt und ins Ortszentrum versetzt. Der bis dahin viert schwerste Findling in Niedersachsen wurde als Der Koloss benannt.

## Politik

### Gemeinderat
Der Gemeinderat aus Hüven setzt sich aus neun Ratsfrauen und Ratsherren zusammen. Die Ratsmitglieder werden durch eine Kommunalwahl für jeweils fünf Jahre gewählt. Die aktuelle Amtszeit begann am 1. November 2021 und endet am 31. Oktober 2026.
Bei der Kommunalwahl 2021 ergab sich folgende Sitzverteilung:
- CDU: 9 Sitze

### Bürgermeister
Der Bürgermeister Aloys Ull wurde im November 2021 gewählt

## Kultur und Sehenswürdigkeiten

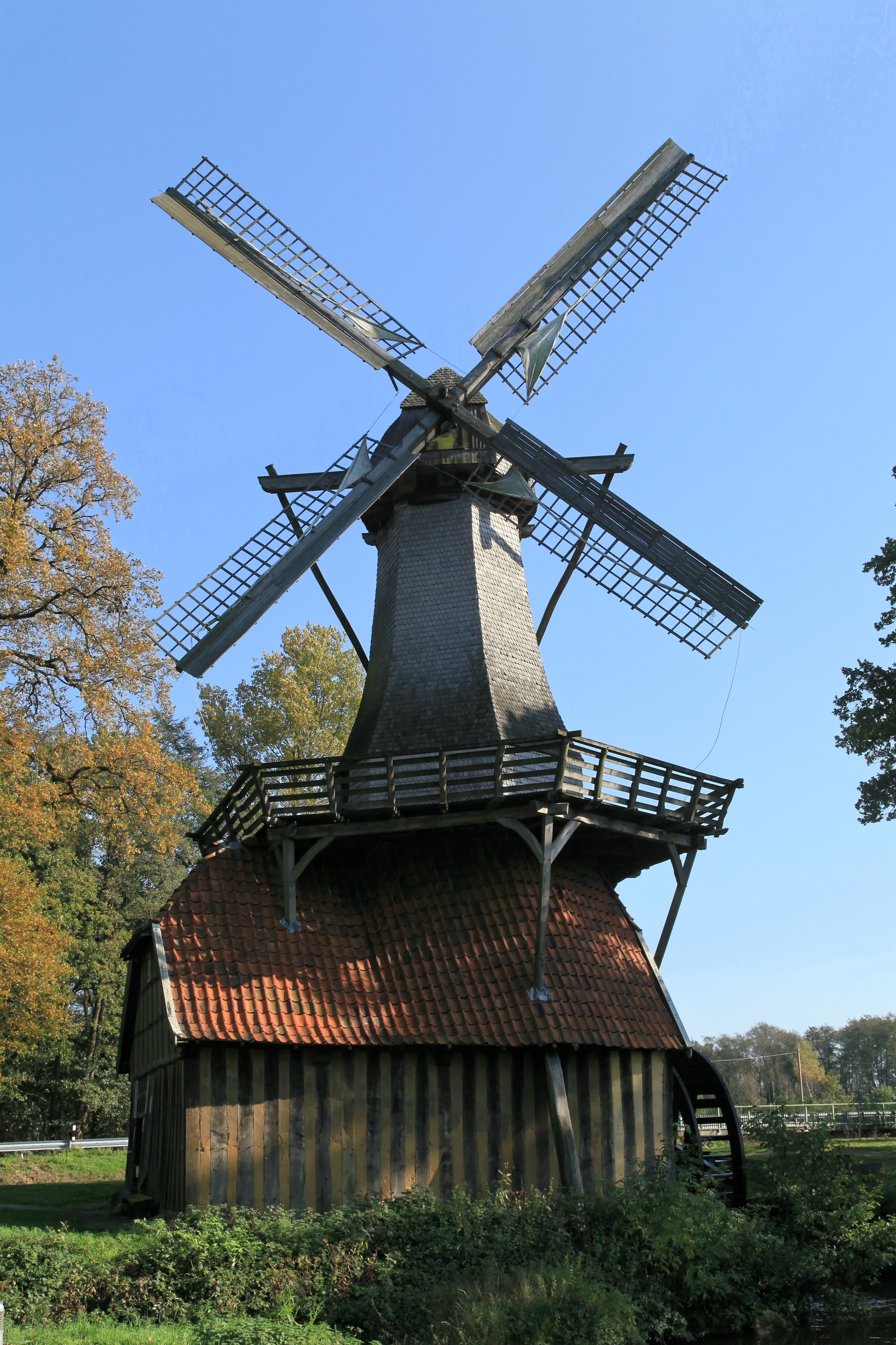
Hüvener Mühle

### Bauwerke
- Die 1802/1852 erbaute Hüvener Mühle ist die letzte erhaltene kombinierte Wind- und Wassermühle in Europa.
- Um den Ort herum liegen Hünengräber wie Volbers Hünensteine und das Großsteingrab Hüven-Süd.